# Belagerung von Fatehgarh
Die Belagerung von Fatehgarh ist ein Ereignis während des Indischen Aufstands von 1857. Während die Belagerung von Kanpur und Lakhnau aus britischer Sicht die „großen Opferdramen“ des Aufstands sind, zählt die Belagerung von Fatehgarh zu den weniger bekannten Ereignissen des Aufstands. In den britischen Historiographien wird diese Belagerung meist erwähnt, weil ein Teil der Flüchtlinge gemeinsam mit den überlebenden Frauen und Kinder des Massakers am Gangesufer in Kanpur im Bibighar eingesperrt und am 16. Juli 1857 ermordet wurde.

## Ausgangslage
Die Garnison von Fatehgarh, heute eine kleine Stadt im indischen Bundesstaat Uttar Pradesh, liegt an der Grand Trunk Road etwa 60 Meilen oberhalb von Kanpur am rechten Ufer des Ganges. Verglichen mit Kanpur und Lakhnau war Fatehgarh eine eher unbedeutende Garnisonsstadt. Der Oberkommandierende der Garnison war der 60-jährige Lieutenant Colonel George Acklom Smith, der 38 Jahre vor dem Ausbruch des Indischen Aufstands in militärische Auseinandersetzungen involviert war. Sein 51-jähriger Stellvertreter Captain Robert Munroe diente seit 30 Jahren in Indien, hatte jedoch noch nie eine Schlacht selbst erlebt. Durch Zufall befanden sich zum Zeitpunkt des Aufstands Colonel Andrew Goldie und Captain Edmund Vibart, zwei erfahrene Offiziere, in der Garnison.
Die Garnison von Fatehgarh war in besonderem Maße vor einem Aufstand ungeschützt. Während in Merath ein britischer Soldat auf sechs indische kam und in Kanpur das Verhältnis eins zu vierzehn betrug, waren in Fatehgarh keine britischen Truppen stationiert. Die Besatzung bestand ausschließlich aus Indern, die von einigen wenigen britischen Offizieren geführt wurden. In Fatehgarh lebten eine Reihe von Europäern und Eurasiern, die die Anweisung hatten, sich bei Zeichen von Unruhe in der Festung zu verschanzen. Lieutenant Colonel Smith konnte die Truppen zunächst von einer Fraternisierung mit aufständischen Truppen zurückhalten. Eine Reihe von Zivilisten versuchte jedoch bereits am 3. Juni, mit Booten entlang des Ganges nach Kanpur zu gelangen. Ihnen war zu dem Zeitpunkt nicht bekannt, dass Kanpur in ähnlicher Weise von Aufständen bedroht war und sich seit einigen Wochen auf einen offenen Aufruhr vorbereitete. Die 157 Zivilisten wurden von aufständischen Truppen unter Befehl von Nana Sahib ermordet, kurz bevor sie Kanpur erreichten. Von ihrem Schicksal erfuhren allerdings weder die Offiziere in Fatehgarh noch in Kanpur.

## Die Belagerung von Fatehgarh
Zum offenen Aufstand in Fatehgarh kam es Mitte Juni. Die in Fatehgarh stationierte 10th Native Infantry lehnte es zwar ab, ihre eigenen britischen Offiziere zu töten, hatten gegenüber anderen aufständischen Truppen jedoch signalisiert, dass sie zu keiner Verteidigung der Europäer bereit wären, sollten diese angegriffen werden. Am 18. Juni näherte sich die aufständische 41st Native Infantry und die 10th Native Infantry entließ die im Gefängnis der Garnison einsitzenden Gefangenen. Der größte Teil der Europäer und Eurasier zog sich in die Festung zurück. Einigen gelang allerdings die Flucht nicht mehr. Die meisten wurden ermordet. Einigen wenigen Personen gelang die Flucht nach Agra. Die Festung in Fatehgarh war eigentlich geeigneter als die, die in Kanpur gegen die Aufständischen verteidigt worden war. Das Fort war doppelt so groß wie die Fläche, die unter Leitung von Hugh Wheeler in Kanpur verteidigt wurde, besaß feste Mauern, eine ausreichende Wasserversorgung, einen Gemüsegarten, mehrere gut geschützte Baracken, Wachhäuser sowie eine Feldküche. Die Anzahl der Verteidiger in Fatehpur betrug jedoch nur ein Zehntel der Personen, die sich in Kanpur gegen die aufständischen Truppen verteidigten. Lieutenant Colonel Smith standen letztlich nur 32 europäische Männer sowie eine loyal gebliebene indische Bedienstete zur Verfügung, um sich gegen 2.000 Aufständische zu verteidigen. Anfang Juli 1857 entschieden sich die Belagerten, mit Booten nach Kanpur zu fliehen. Ihnen war zu diesem Zeitpunkt sehr wahrscheinlich bewusst, dass die Garnison in Kanpur gleichfalls belagert wurde. Ihnen war allerdings nicht bekannt, dass die Belagerten am 23. Juni kapituliert hatten und am 25. Juni zu einem Großteil am Gangesufer ermordet worden waren. Ihnen war auch nicht bewusst, dass die Belagerten von Kanpur sich nicht im Magazin, sondern in einem Teil der Garnison verschanzt hatten. Das direkt am Gangesufer gelegene Magazin wäre für Bootsflüchtlinge sehr wahrscheinlich erreichbar gewesen.
Die in Booten Flüchtenden wurden von den Truppen Nana Sahibs kurz vor Kanpur abgefangen. Die Frauen und Kinder wurden im Bibighar eingesperrt. Von Colonel Smith, dem britischen Offizier Thornhill – Sohn eines der Direktoren der Britischen Ostindien-Kompanie – und Lieutenant Colonel Smith abgesehen wurden alle Männer kurz nach ihrer Gefangennahme hingerichtet. Die drei Überlebenden wurden inhaftiert und am 16. Juli hingerichtet, kurz bevor Sir Henry Havelock mit seinen Truppen Kanpur wieder einnehmen konnte. Die Frauen und Kinder wurden Opfer des Massakers im Bibighar. 